# Gutierrezia arizonica
Gutierrezia arizonica là một loài thực vật có hoa trong họ Cúc. Loài này được (A.Gray) M.A.Lane mô tả khoa học đầu tiên năm 1980.